# نیکولای کولسنیکوف (دونده)
نیکولای کولسنیکوف (روسی: Никола́й Васильевич Коле́сников؛ زادهٔ ۸ سپتامبر ۱۹۵۳) ورزشکار دو و میدانی اهل اتحاد جماهیر شوروی سوسیالیستی است.